# Inquit-formule
De inquit-formule (afgeleid van Latijn inquit, "hij zegt" of "hij heeft gezegd") is een stijlfiguur waarbij een directe rede wordt aangekondigd.
In de formule worden achter elkaar de volgende zaken expliciet verwoord:
1. het feit dat iemand gaat spreken
2. de spreker
3. dat nu gaat komen wat er gezegd wordt

De formule komt vaak voor in de epiek van de Middelnederlandse literatuur en in de eerste in de volkstaal gedrukte prozawerken.
Voorbeeld
‘Doe sprac die coninc ende seide: (...)’.